# Cyclamen parviflorum
Cyclamen parviflorum is een plant uit het geslacht Cyclamen afkomstig van de smeltwatergrens van het hooggebergte van Noord-Turkije.

## Kenmerken
Dit kleine broertje van Cyclamen coum heeft kleine (< 2,5 cm) donkergroene bladeren zonder motief en kleine bloemen (< 1 cm).
Var. subalpinum Grey-Wilson, die groeit in donkere bossen op geringere hoogte, heeft grotere bladeren (tot 6,5 cm) en bloemen (tot 1,5 cm).

## Kweek
Cyclamen parviflorum, hoewel zeer winterhard, is niet gemakkelijk om te kweken. Hij verdraagt immers niet goed natte winters en droge, warme zomers. Hij heeft namelijk vocht nodig in de groeifase en moet droger – niet te droog – staan in de rustfase.
... · 
C. abchasicum · 
C. africanum · 
C. alpinum · 
C. balearicum · 
C. cilicium · 
C. colchicum · 
C. coum (Rondbladige cyclaam) · 
C. creticum · 
C. cyprium · 
C. elegans · 
C. graecum · 
C. hederifolium (Napolitaanse cyclaam) · 
C. intaminatum · 
C. libanoticum · 
C. mirabile · 
C. persicum · 
C. pseudibericum · 
C. parviflorum · 
C. purpurascens (Alpenviooltje) · 
C. repandum · 
C. rhodium · 
C. rohlfsianum · 
C. somalense · 
...